# Teleflex
Teleflex ist ein börsennotierter US-amerikanischer Medizintechnikhersteller mit Hauptsitz in Wayne im Bundesstaat Pennsylvania. 

## Hintergrund
Das Unternehmen wurde 1943 gegründet und fertigte zunächst flexible Spiralkabel und Getriebe zur Umwandlung von translatorischen in rotatorische Bewegungen. Diese wurden in Spitfire-Jagdflugzeugen eingesetzt, um Einstellungen am Funkgerät des Flugzeuges vorzunehmen, das sich außerhalb der direkten Reichweite des Piloten befand. Die flexiblen Kabel zur Einstellung der Funkfrequenzen aus der Ferne waren schließlich namensgebend für das Unternehmen. Seit 1967 besteht eine Börsennotierung. Der Eintritt in die Medizintechnik gelang Teleflex 1981 mit der Herstellung von Polymerwerkstoffen für die Anwendung im medizinischen Sektor. Im Jahr 1989 wurde die Willy Rüsch AG aus Rommelshausen durch Teleflex übernommen. Seit dem Einstieg in die Medizintechnik wurden alle anderen wesentlichen Geschäftszweige desinvestiert, was das Unternehmen zu einem reinen Medizintechnikkonzern macht.
Das Produktprogramm des Unternehmens umfasst Operationsinstrumente wie Scheren, Pinzetten und laparoskopische Instrumente, sowie Katheter, Endotrachealtuben, Klammergeräte und Systeme zur Thoraxdrainage.